# Rádio Mayrink Veiga

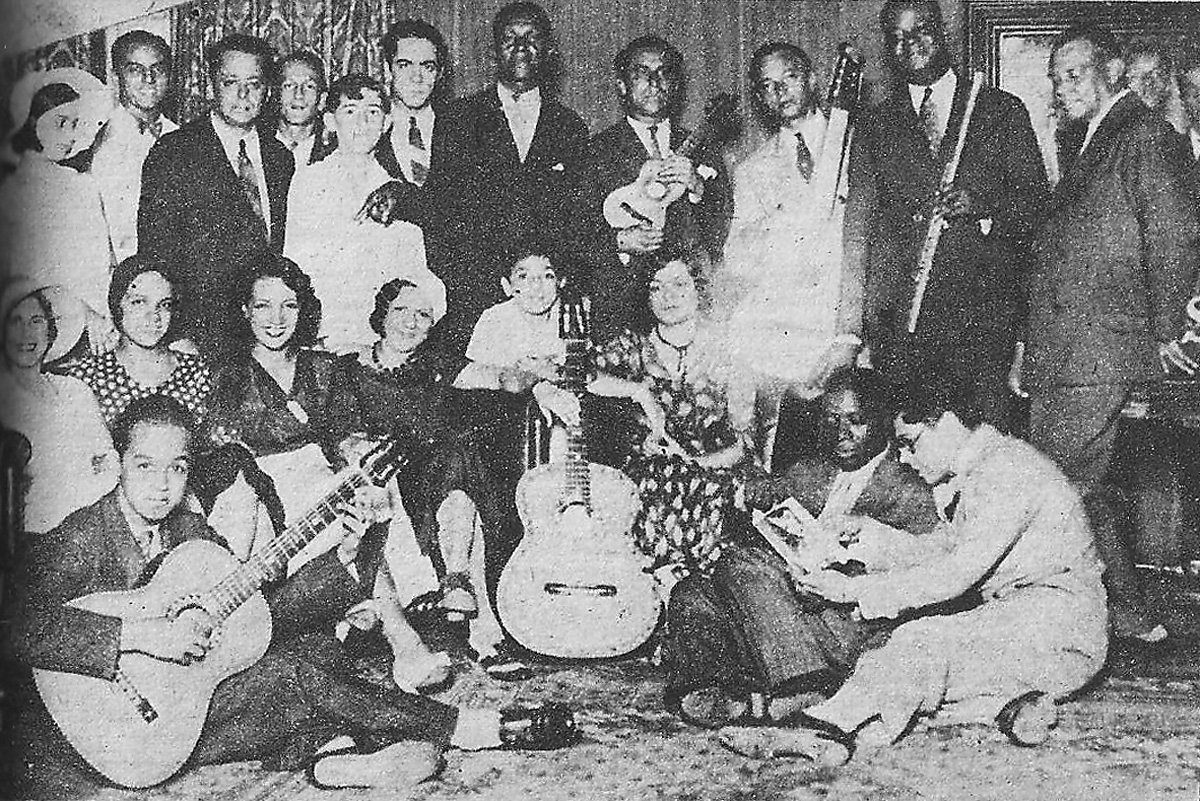
El estudio de Rádio Mayrink Veiga, 1932, Manuel de Nóbrega, con 19 años (el segundo de pie, de izquierda). Carmen y Aurora Miranda (sentadas) sosteniendo la flauta de Pixinguinha.

Rádio Mayrink Veiga fue una estación radial brasileña fundada en Río de Janeiro el 21 de enero de 1926 y fue cerrada en 1965 por la dictadura militar que gobernaba al Brasil en ese entonces. Fue el baluarte de nuevos talentos y el ícono de la llamada Era de la radio en Brasil. Tuvo al locutor César Ladeira como director artístico en 1933. Fue líder en audiencia en 1930, hasta el surgimiento de la Rádio Nacional Rio de Janeiro. Fue la segunda estación en establecer emisiones de anuncios publicitarios y de entretenimiento en Brasil, después de Rádio Record de São Paulo. Rádio Mayrink Veiga fue una de las estaciones más importantes que operarían en Brasil durante las próximas tres décadas, y creó a muchas estrellas.
Carmen Miranda y su hermana Aurora hicieron su debut en Rádio Mayrink Veiga, al igual que las Elvira y Rosina Pagã. En 1963, el Canal 2 de Río de Janeiro fue comprado por la Rede Excelsior. La radio era la concesionaria del canal de televisión,  pero como los planes de tener un canal de televisión no salieron tal como estaba planeado, pasó a ser parte de su propiedad.
En 1961, Rádio Mayrink Veiga participó en la llamada Campaña de la Legalidad (que fue una cadena de radios nacionales organizada por Leonel Brizola para defender la democracia), lo que posteriormente se convertiría como justificativa para el golpe de estado, y su participación para el cierre de la radio en 1965. Ana Montenegro fue una de las locutoras destacadas en la estación desde 1959 hasta 1963.